# O Lótus Azul
O Lótus Azul (Le lotus bleu, em francês) é o quinto álbum da série de banda desenhada franco-belga As Aventuras de Tintim, produzida pelo belga Hergé. Encomendado pelo jornal belga Le Vingtième Siècle para o seu suplemento juvenil Le Petit Vingtième, foi editado semanalmente entre agosto de 1934 e outubro de 1935 e republicado no formato álbum pela Casterman em 1936. Continuando onde parou o enredo da história anterior, Os Charutos do Faraó, a história aborda a viagem do jovem repórter belga Tintim e seu cão Milu, que são convidados para a China no meio da invasão japonesa de 1931, onde ele revela as maquinações de espiões japoneses e descobre um anel de contrabando de drogas.

## Sinopse
Um mensageiro da China teria um encontro com Tintim e Rawajpoutalah, mas é acertado por uma pequena flecha envenenada com radjaïdjah, o veneno da loucura. Consegue apenas o tempo de pronunciar o nome Mitsuhirato. Tintim parte à procura deste, mas sofre diversos atentados frustrados. Depois de ter encontrado Mitsuhirato, que tenta convencê-lo a retornar à Índia, é levado por Wang Jen-Ghié, um velho homem que combate o tráfego de ópio. Após um atentado, o Japão invade a China e Tintim é preso no conflito. Entretanto, foge e salva a vida de Tchang, um jovem chinês que se torna seu amigo. No desfecho da história, descobre que a quadrilha é dirigida por Roberto Rastapopoulos, que aparece nos Charutos do faraó, e cura Didi, filho de Wang (que adota Tchang), da sua loucura. Com uma lágrima, Tintim deixa-os, partindo para a Europa.

## Análise
Publicado no suplemento infantil Le Petit Vingtième entre 9 de agosto de 1934 e 17 de outubro de 1935, O Lótus Azul foi publicado como álbum em 1936, em preto e branco. Em 1946, foi colorido.
O Lótus Azul marcou uma etapa na criação de Hergé, em que melhorou a qualidade de seu trabalho (o desenho, a documentação, o cenário). Isto explica a conservação dos desenhos originais na versão colorida, salvo as três primeiras páginas, ao contrário dos três álbuns anteriores, que foram inteiramente redesenhados antes da coloração. A partir deste álbum, Hergé torna sério seu trabalho. No início, não imaginava que Tintim faria sucesso, tratava seu trabalho como uma brincadeira ou um jogo.
No final do álbum Os Charutos do Faraó, Hergé informava que Tintim continuaria suas aventuras no Extremo Oriente. Alguns dias depois, recebe uma carta do abade Gosset, capelão dos estudantes da universidade de Louvain. O abade lhe recomendava informar-se sobre a China. Hergé fez amizade com em Zhang Chongren, um estudante chinês que fazia parte da Academia de Belas Artes de Bruxelas. Tiveram várias conversas sobre a China. Hergé perderia rápido todos os seus preconceitos sobre este país e se livraria dos estereótipos do povo chinês: os habitantes com os olhos puxados que usavam tranças, comiam ninhos de andorinhas e jogavam criancinhas nos rios. Zhang supervisionou todos os desenhos, escrevendo várias frases em mandarim que podiam ser lidas em faixas e nos muros da cidade de Xangai. As frases diziam "Abaixo o Imperialismo", referência a política japonesa.
A próxima aventura de Tintim não seria portanto uma acumulação de estereótipos europeus sobre a China, mas uma imagem realista do país. Hergé tinha logo uma grande responsabilidade: combater os mitos infundidos.
O contato com Zhang Chongren foi importante aos olhos de Hergé, que o integra no Lótus Azul como o personagem Tchang Tchong-Jen. Neste álbum, Tchang é um verdadeiro amigo para Tintim, seguindo-o, ajudando-o e até fazendo-o chorar.
Se Hergé escolheu defender a causa chinesa, é porque nesta época a Segunda Guerra Sino-Japonesa estava bastante presente na atualidade mundial. O conflito que se encontra na aventura é próximo da realidade. Hergé faz uma crítica aos ocidentais, que privilegiavam o Japão. Logo após o aparecimento da aventura, representantes japoneses de Bruxelas criticaram e protestaram contra Hergé.
Manifestando o problema do leste asiático, O Lótus Azul é o mais engajado dos álbuns de Hergé, e muitos o consideram a obra-prima do artista belga.

## Personagens
- Tintim
- Milu
- Marajá de Rawhajpoutalah

Aparece na página 1. Ver Os charutos do faraó
- O faquir Cipaçalouvishni

Aparece na página 2. Adverte Tintim sobre seu futuro.
- Gibbons

Aparece na página 7. É um grande industrial americano. Ele agride um homem e o insulta, mas Tintim o impede. Gibbons promete se vingar do repórter com a ajuda de Dawson, seu amigo.
- Dawson

Aparece na página 7. É o chefe da polícia da Concessão Internacional. É amigo de Gibbons. Em troca da libertação de Gibbons, ele entrega Tintim às autoridades japonesas.
- Mitsuhirato

Aparece na página 8. É um agente secreto da China e do Japão. É também um responsável pelo tráfico de ópio. Quer se livar de Tintim. Na página 61, acredita-se que se suicidou.
- Didi Jen-Ghié

Aparece na página 8. É o filho de Wang. Salva várias vezes a vida de Tintim. Após ser atingido pelo veneno-que-leva-à-loucura, tenta matar Tintim e Milu. Tintim consegue curá-lo.
- Wang Jen-Ghié

Aparece na página 17. É o pai de Did. É o chefe dos Filhos do Dragão, sociedade que luta contra o tráfico de ópio.

## Adaptações
- Le Lotus bleu foi adaptado em 1991 para um episódio da série de televisão As Aventuras de Tintim, do estúdio francês Ellipse Animation e o canadense Nelvana. Dirigido por Stéphane Bernasconi, o personagem de Tintim teve a voz de Thierry Wermuth.[1] Em março de 2013, Steven Spielberg disse que O Lótus Azul poderia ser a base para o terceiro filme de Tintim em sua série de filmes que começou com As Aventuras de Tintim (2011).[2]

## Leilão
O desenho original de Hergé, feito em 1936 para a capa de O Lótus Azul foi vendido em 14 de janeiro de 2021 pelo valor recorde de 2,6 milhões de euros, num leilão em Paris, batendo um recorde mundial de um leilão de uma obra de banda desenhada.